# Adam (Virginia Occidental)
Adam es un área no incorporada ubicada en el condado de Calhoun (Virginia Occidental), Estados Unidos. Está catalogada como un asentamiento humano por la Junta de Nombres Geográficos de los Estados Unidos. Su número de identificación (ID) es 1549557. Se encuentra a 211 m s. n. m. (692 pies).

## Historia
Se estableció una oficina de correos en 1899 y permaneció en funcionamiento hasta 1932.